# Ildefonso Pereira Correia
Ildefonso Pereira Correia, o Barão do Serro Azul  (Paranaguá, 6 de agosto de 1845 — Morretes, 20 de maio de 1894), foi um empresário e político brasileiro, maior exportador de erva-mate do Paraná e maior produtor de erva-mate do mundo. Durante a Revolução Federalista, ele e  outras cinco pessoas proeminentes da cidade de Curitiba foram executadas sumariamente, por suposta ordem do general Ewerton de Quadros, sem qualquer processo legal ou acusação formal.

## Família e estudos
Era filho do tenente-coronel Manuel Francisco Correia Júnior e de Francisca Antônia Pereira Correia. Nasceu na mesma época em que seu pai foi destituído de todos os seus cargos públicos, por ter imprimido um manifesto solicitando a separação da comarca de Curitiba da província de São Paulo.
Conviveu desde cedo com assuntos políticos que envolviam lutas de conservadores com liberais, de escravocratas com abolicionistas. O pai morreu quando ele tinha doze anos.
Os irmãos mais velhos galgaram posições importantes na política e nos negócios, suas irmãs casaram com homens que viriam a ocupar posições de destaque no governo.
Fez o curso de Humanidades no Rio de Janeiro, o qual concluiu com distinção.

## Vida empresarial
Ao voltar do Rio de Janeiro, com vinte e quatro anos, abriam-se as portas do comércio ervateiro. Visitou Montevidéu e Buenos Aires, grandes centros consumidores de erva-mate brasileira, com o propósito de conhecer o negócio.
Aos vinte e sete anos, em sociedade, instalou seu primeiro engenho de erva-mate, em Antonina. Quatro anos depois viajou aos EUA para exibir seus produtos numa exposição americana, obtendo grande sucesso.
Ao retornar, recebeu o convite para ser candidato a deputado provincial pelo partido Conservador. A partir daí, nunca mais deixou de participar de atividades políticas.
Com a construção da estrada da Graciosa, transferiu suas atividades para Curitiba. Nessa época já acumulava ponderável riqueza, que rivalizava com as famílias mais abastadas e tradicionais do Paraná.
Em Curitiba adquiriu e modernizou o engenho Iguaçu, construiu o Engenho Tibagi, comprou serrarias e lançou-se à exportação de madeira.
Em 1888, associado com Jesuíno Lopes, assumiu o controle da antiga Typographia Paranaense, fundada em 1853, por Cândido Lopes, na cidade de Curitiba. Transformaram-na na Impressora Paranaense, com o objetivo de melhorar a confecção das embalagens da erva-mate exportada.
Adquiriu posteriormente o controle acionário da Companhia Ferrocarril de Curitiba, lançou as bases do Banco Industrial e Mercantil, comprou o jornal Diário do Comércio e foi diretor da Sociedade Protetora de Ensino.
Em 1º de julho de 1890, ajudou a fundar a Associação Comercial do Paraná, tornando-se seu primeiro presidente.
Alguns comparam-no à Mauá, pois, talvez, nenhum outro paranaense tenha produzido tanto na política ou na atividade empresarial quanto ele.

## Vida política no Império
Causou simpatia ao imperador Dom Pedro II, quando este visitou Curitiba em 1881. Ao regressar ao Rio de Janeiro, o imperador concedeu-lhe a comenda da Imperial Ordem da Rosa.
Nas eleições de 1882, elegeu-se deputado provincial. Desenvolveu suas funções com sucesso enquanto uma crise política empolgava as ruas.
Assumiu interinamente o governo da província em 1888. Cuidou de apaziguar os ânimos, mas não pode evitar a crise parlamentar que ocorria na Assembléia Provincial.
Abolicionista convicto, quando se tornou presidente da câmara municipal de Curitiba, comprometeu-se publicamente a promover a emancipação dos escravos do município.
Em 8 de agosto de 1888, recebeu da princesa Isabel, então regente do Brasil, o título de barão do Serro Azul.

## Vida política na República
Com a proclamação da República, o governador Vicente Machado da Silva Lima convidou-o para a comissão organizadora do partido Republicano.
Repentinamente a situação política mudou: o marechal Deodoro da Fonseca renunciou e o marechal Floriano Peixoto assumiu a presidência, dissolveu o Congresso e convocou novas eleições.
No Rio Grande do Sul, o governo Júlio Prates de Castilhos, apoiado pelo marechal Floriano Peixoto reprimiu a oposição e, logo depois, começou a revolução Federalista. No Rio de Janeiro, os almirantes Custódio de Melo e Saldanha da Gama comandaram a Revolta da Armada. Santa Catarina caiu em poder dos revolucionários, e no dia 14 de outubro de 1893, a capital Nossa Senhora do Desterro, atual Florianópolis, foi declarada provisoriamente capital do Brasil, convertendo-se em base de operações militares dos movimentos de revolta originados separadamente no Rio Grande do Sul e Rio de Janeiro. Enquanto isto, separada por longas distâncias geográficas, Curitiba estava em paz.
Uma força de maragatos (rebeldes federalistas gaúchos) comandada por Gumercindo Saraiva veio do Rio Grande do Sul em direção Rio de Janeiro. Passando por Nossa Senhora do Desterro, juntou-se aos aliados da Revolta da Armada e, dali, partiu com destino à Curitiba. O plano dos chefes maragatos previa o domínio do Paraná com um ataque conjugado por forças de terra e mar, e uma revolta em São Paulo se ali chegassem as tropas rebeldes.
O comando legalista enviou para o Paraná batalhões, formados por tropas regulares e voluntários civis do Rio de Janeiro e São Paulo. Em janeiro de 1894, estes chegaram à Lapa onde se travou uma terrível batalha. Durante 26 dias as tropas legalistas resistiram aos ataques das forças muito mais numerosas dos maragatos.

### Ocupação de Curitiba pelos rebeldes
Na madrugada de 17 de janeiro de 1894, uma brigada comandada por João Meneses Dória tomou a estação de Serrinha. Com a cumplicidade dos funcionários, passou a responder aos chamados telegráficos como se fosse das tropas legalistas de Lapa, avisando que milhares de rebeldes estavam marchando para a Curitiba. Houve pânico na capital e o general Pego, comandante militar da cidade, fugiu abandonando trens carregados de material bélico. E na mesma ocasião fugiu às pressas da Capital o então governador interino do Estado do Paraná Vicente Machado.
Devido ao abandono de Curitiba pelas tropas legalistas e do Governador interino, a cidade passou a ser dirigida por uma Junta Governativa presidida pelo barão do Serro Azul. Em 20 de fevereiro de 1894, João Meneses Dória entrou em Curitiba à frente de 150 cavalarianos e, de um trem especial, desembarcaram o almirante Custódio de Melo, Teófilo Soares Gomes e vários oficiais da Marinha e do Exército. João Meneses Dória foi então aclamado governador do estado do Paraná.
O barão do Serro Azul foi convocado pelos cidadãos para fazer um acordo com os revolucionários que protegesse a população de violências, saques e estupros. A Junta Governativa de Curitiba transformou-se em "Comissão para Lançamento do Empréstimo de Guerra" com o propósito de arrecadar fundos para os rebeldes e com isso comprar a proteção da cidade. Embora o barão do Serro Azul e os comerciantes que apoiaram a comissão procurassem apenas evitar saques e desordens, seus atos os comprometeram como colaboradores com o movimento rebelde
O tempo perdido pelos maragatos durante o cerco da Lapa permitiu que as tropas legalistas se agrupassem e recebessem reforços ao norte, em Itararé, na divisa São Paulo–Paraná. O comandante dos maragatos, Gumercindo Saraiva, empreendeu um recuo rumo ao sul, abandonando Curitiba. As tropas governamentais reocuparam a cidade e, no dia 16 de outubro de 1893, o novo governador do Paraná Vicente Machado da Silva Lima, anunciou o estado de sítio em Curitiba.

### Represálias das tropas governamentais
O general Ewerton de Quadros, novo comandante do Distrito Militar, promoveu demissões de funcionários públicos, buscas e capturas de pessoas acusadas de colaborar com os maragatos. As prisões ficaram tão cheias que o teatro São Teodoro foi transformado em presídio. Apesar da condenação pública, pessoas foram fuziladas.
No dia 9 de novembro de 1893, o barão de Serro Azul recebeu uma intimação para se recolher ao quartel da primeira divisão. Outros cinco de seus companheiros também foram presos e levados aos mesmo presídio: Prisciliano Correia, José Lourenço Schleder, José Joaquim Ferreira de Moura, Rodrigo de Matos Guedes e Balbino de Mendonça.
Muitos políticos importantes do Paraná tentaram por todos os meios livrar o barão de Serro Azul e seus companheiros da prisão. O general Éwerton de Quadros, temendo uma fuga ou a desmoralização de seu comando, ordenou a prisão do barão de Serro Azul e seus amigos e o envio deles a Capital da República, Rio de Janeiro, para serem julgados.
Parte dos historiadores atribui o fuzilamento ao general Ewerton de Quadros, homem de confiança do marechal Floriano, que assumiu o comando militar do Estado logo depois da retirada dos maragatos; outros acreditam que a ordem do assassinato foi dada por oficiais de menor patente. E há a acusação direta da viúva a Vicente Machado. 
Em que pese as dúvidas sobre quem tenha sido o mandante das execuções, cumpre dizer que o general Ewerton não repetiu no Paraná os mesmos atos de execução pública que ocorreram em Santa Catarina. Ele veio com carta branca do Marechal Floriano para praticar qualquer "justiçamento" no Paraná. Cumpre dizer que o General Carneiro, morto no Cerco da Lapa, era amigo pessoal do Marechal Floriano. Portanto, o general Ewerton (veterano da Guerra do Paraguai) não teria qualquer receio de cometer excessos ou usar de subterfúgios para executar qualquer suspeito. Possivelmente, a execução o pegou de surpresa. 
Por outro lado, a Baronesa foi pessoalmente ao local da execução do marido e resgatou o seu corpo para ser sepultado em Curitiba, no Cemitério Municipal. Não é crível que essa destemida e corajosa mulher não tenha tomado diretamente satisfações com o general Ewerton de Quadros sobre a execução sumaria de seu marido, sem o devido processo legal. A viúva do Barão do Serro Azul, a Baronesa Maria José Pereira Correia (Nha Cóca), acreditava e acusava Vicente Machado como o mandante da execução - e não o general Ewerton, o que seria de se esperar! 
Maria José chegou a enviar uma carta ao senador José da Costa Azevedo, o Barão de Ladário, expondo as suas convicções. Achava que Vicente Machado voltara a Curitiba ressentido, com profundo ódio pela humilhação a que fora submetido na fuga da cidade. Dizia ainda que, por razões só suas, Vicente Machado dirigiu suas mágoas ao Barão, mandando matá-lo. A carta da baronesa foi lida no Senado com estrondosa repercussão.
Já como senador, Vicente Machado se defendeu das acusações, em várias oportunidades, na tribuna do Senado, onde o assunto foi relembrado diversas vezes – supostamente o Barão de Ladário aceitou suas alegações.
Vide que a Baronesa não tinha nenhuma pretensão política ou interesse em atacar a carreia política de Vicente Machado. As pesadas acusações que lhe dirigiu, com toda certeza, tiveram outras motivações.
E Vicente Machado, curiosamente, não era prestigiado pela sociedade curitibana da época.
É uma página da memória paranaense que merece ser resgatada e esclarecida.

### Execução
Na madrugada do dia 20 de maio de 1894, os seis prisioneiros foram retirados da prisão e levados à estação ferroviária de Curitiba, para embarcarem em Paranaguá em um navio da Marinha com destino ao Rio de Janeiro, onde seriam julgados.
O comboio parou no km 65 da estrada de ferro Curitiba-Paranaguá, perto do pico do Diabo da serra do Mar, onde há um alto despenhadeiro. Os presos começaram a ser arrastados para fora do vagão pelo pelotão de escolta. Mato Guedes atirou-se pela janela do trem, mas recebeu uma descarga da fuzilaria e rolou pelo precipício. Balbino de Mendonça, agarrando-se ao vagão, teve os braços quebrados a coronhadas, e foi abatido a tiros de revólver. O barão do Serro Azul recebeu um tiro na perna e caiu de joelhos. Propôs então dividir sua fortuna com os oficiais da escolta se fosse poupado, porém tombou com uma bala na testa.
O comboio seguiu viagem, abandonando os corpos no local. Somente no dia seguinte a policia de Piraquara foi avisada da existência de cadáveres na serra.

## Resgate histórico

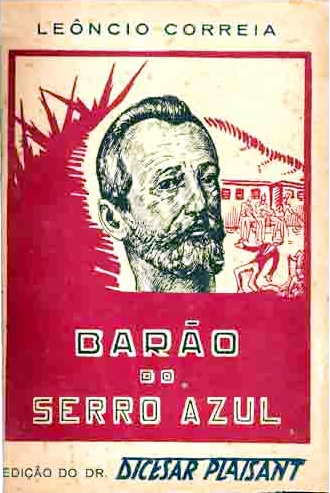
Capa do livro "O Barão do Serro Azul" de Leôncio Correia

Durante quarenta e quatro anos, o barão de Serro Azul foi considerado traidor. Os seus atos foram banidos da história oficial do estado do Paraná, documentos foram arrancados, referências apagadas, e qualquer discussão sobre a execução sumária dele e seus companheiros era evitada. A sua magnífica mansão em Curitiba foi transformada em quartel do Exército, tendo a baronesa e os seus filhos que morar em um anexo.
Sua vida começou a ser investigada nas décadas de 1940 e 1950, quando ocorreu o resgate de sua memória.
Em 1942, foi publicada a biografia "O Barão de Serro Azul" escrita por Leôncio Correia. O livro "A Última viagem do Barão do Serro Azul" do escritor Túlio Vargas, foi publicado em 1973. Baseado nesse livro, o cineasta Maurício Appel produziu o filme "O Preço da Paz" em 2003, com direção de Paulo Morelli e roteiro de Walther Negrão. No elenco, Herson Capri, no papel do barão do Serro Azul, e Lima Duarte, no papel do general Gumercindo Saraiva.
A sua residência em Curitiba, construída em 1883, foi restaurada e é atualmente o Centro Cultural Solar do Barão.
Em dezembro de 2004, o senador Osmar Dias apresentou o projeto de lei do Senado nº 354, de 2004 que propôs a inscrição do nome do barão de Serro Azul no Livro dos Heróis da Pátria, existente no Panteão da Pátria em Brasília.
A Lei nº 11.863, de 2008, foi sancionada pelo Presidente da República; Luiz Inácio Lula da Silva; em 15 de dezembro de 2008 e publicada no Diário Oficial da União em 16 de dezembro de 2008, inscrevendo o nome de Ildefonso Pereira Correia, o Barão de Serro Azul, no Livro dos Heróis da Pátria, depositado no Panteão da Liberdade e da Democracia, em Brasília.
Em 2020, foi instituído, por lei municipal sancionada pelo atual prefeito Rafael Greca, a Semana do Barão do Serro Azul, uma data comemorativa que ocorre na semana da data de nascimento de Ildefonso Pereira Correia (02/08 até 06/08). A proposta foi apresentada pelos empreendedores Luiz Mileck e André Zampier. A inserção da data no calendário oficial do município foi proposta por Serginho do Posto e aprovada com 30 votos favoráveis na Câmara dos Vereadores.

Promovido pela Prefeitura e a Fundação Cultural de Curitiba, foi realizado um circuito, onde oito espaços da cidade contaram com um banner de identificação e placas de QR Code que revelam informações sobre a vida do Barão. Os espaços são: o Solar do Barão, residência de sua família; Cine Passeio, onde eram impressos os rótulos das embalagens de erva-mate; a sede da Associação Comercial do Paraná, fundada pelo Barão e outros colaboradores; Pracinha do Batel, onde era seu engenho de erva-mate; sede da Cohab (antigamente sede do Clube Curitibano, onde Ildefonso Correia foi o primeiro presidente); Escola Tiradentes, construída pelo Barão, Câmara dos Vereadores, aonde Barão fez parte; e seu túmulo, localizado no Cemitério Municipal. A pretensão do projeto é realizar eventos diferentes a cada Semana do Barão.